# Diagonalització d'endomorfismes
Un endomorfisme és una aplicació lineal {\displaystyle f:E\rightarrow F} d'un espai vectorial en si mateix. La matriu associada a aquesta aplicació lineal és de {\displaystyle n\cdot n}, on n és la dimensió de l'espai E. Aquesta matriu es pot expressar com una matriu diagonal, és a dir, una matriu amb elements només a la diagonal principal i zeros a la resta de posicions. Per exemple:

## Conceptes previs a la diagonalització
Abans de parlar de diagonalitzar, s'han d'introduir els conceptes de vectors propis, valors propis i polinomi característic.
Sigui un vector {\displaystyle \ v}, no nul, que compleix que la seva imatge és múltiple seu, és a dir, {\displaystyle \ f(v)=xv}, amb {\displaystyle \ x} escalar, es diu que {\displaystyle \ v} és una vector propi de {\displaystyle \ f}, i que {\displaystyle \ x} és el seu valor propi associat. El polinomi característic és el determinant de la matriu associada a l'endomorfisme restant {\displaystyle \ x} a tots els elements de la diagonal principal, és a dir, el determinant {\displaystyle \ (f-xI)}, sent I la matriu identitat.
Per veure si la matriu és diagonalitzable cal veure si els vectors propis associat als valors propis formen una base de l'espai total de l'endomorfisme, o dit d'una altra manera, si la suma dels subespais formats pels vectors propis és igual a la dimensió de l'espai de partida. Per exemple, si partim d'un espai {\displaystyle \ \mathbb {R} ^{3}}, s'han de trobar tres vectors propis perquè la matriu pugui diagonalitzar.
Pel que fa al mètode que s'ha de seguir per veure si és diagonalitzable o no, és més senzill. Només cal trobar, per cada valor propi, la dimensió del nucli de l'endomorfisme i veure si coincideix amb la multiplicitat. Si és així, la matriu diagonalitza, si no, no es pot.
La multiplicitat és l'exponent amb el que apareix el factor {\displaystyle \ (x-a)} del determinant del polinomi característic. Per exemple, a {\displaystyle \ (x-2)^{3}(x-5)}, l'arrel 2 té una multiplicitat 3, i l'arrel 5, multiplicitat 1. Per trobar la dimensió del nucli, cal trobar el rang de la matriu de l'endomorfisme, ja que aquest és la dimensió de la seva imatge. Com que la dimensió de la imatge més la dimensió del nucli sumen la dimensió de l'espai, {\displaystyle dim\ E=dim\ Nucf+dim\ Imf}, es pot trobar la dimensió del nucli.

## Obtenció de valors i vectors propis
A continuació s'explicarà el mètode de diagonalització de la matriu associada a un endomorfisme. Cal remarcar que, encara que la matriu no pugui diagonalitzar, té valors i vectors propis i, per tant, el mètode d'obtenció d'aquest és el mateix que quan es diagonalitza.
Per obtenir els valors propis, s'han de buscar les arrels del polinomi característic.
{\displaystyle (3-x)(1-x)=0\Rightarrow \left\{{\begin{array}{rcrcrcr}\,x_{1}&=&3\\\,x_{2}&=&1\end{array}}\right.}
Per l'obtenció dels vectors propis, cal resoldre l'equació {\displaystyle (A-xI){\vec {x}}={\vec {0}}}
{\displaystyle Per\ x_{1}=3}

{\displaystyle {\begin{pmatrix}0&2\\0&-2\end{pmatrix}}{\begin{pmatrix}x\\y\end{pmatrix}}={\begin{pmatrix}0\\0\end{pmatrix}}\Rightarrow \left\{{\begin{array}{rcrcrcr}2\,y&=&0\\-2\,y&=&0\end{array}}\right.\Rightarrow y=0\Rightarrow vectors\ propis=\langle (1,0)\rangle }

{\displaystyle Per\ x_{2}=1}

{\displaystyle {\begin{pmatrix}2&2\\0&0\end{pmatrix}}{\begin{pmatrix}x\\y\end{pmatrix}}={\begin{pmatrix}0\\0\end{pmatrix}}\Rightarrow 2x+2y=0\Rightarrow x=-y\Rightarrow vectors\ propis=\langle (1,-1)\rangle }

## Diagonalització
Amb els valors propis s'obté la matriu associada a l'endomorfisme diagonalitzada. Només cal escriure la matriu amb cada valor propi a la diagonal principal. La base de vectors en què està la matriu és la base formada pels vectors propis.
{\displaystyle {\begin{pmatrix}1&0\\0&3\end{pmatrix}}\ \ \ \ en\ la\ base\ \langle (1,0),(1,-1)\rangle }